# Jonas Andersson i Stråkeved
Jonas Andersson (i riksdagen kallad Andersson i Stråkeved), född 31 januari 1775 i Åkers socken, död 22 januari 1846 i Kävsjö socken, var en svensk riksdagsman i bondeståndet.
Andersson företrädde Östbo härad av Jönköpings län vid riksdagen 1840–1841. Han var då suppleant i bevillningsutskottet, ledamot i bondeståndets enskilda besvärsutskott, suppleant i förstärkta bankoutskottet och i förstärkta statsutskottet.